# Тібо Валлетт
Тібо Валлетт (фр. Thibaut Vallette, нар. 18 січня 1974) — французький вершник, олімпійський чемпіон 2016 року.

## Виступи на Олімпіадах
| Олімпіада           | Дисципліна               | Місце |
| ------------------- | ------------------------ | ----- |
| Ріо-де-Жанейро 2016 | індивідуальне триборство | 13    |
| Ріо-де-Жанейро 2016 | командне триборство      | 1     |

## Зовнішні посилання
- Тібо Валлетт — олімпійська статистика на сайті Sports-Reference.com (англ.) (архівна версія)